# دیلن مولوینی
دیلن مولوینی (به انگلیسی: Dylan Mulvaney) (زاده ۲۹ دسامبر ۱۹۹۶) بازیگر آمریکایی است.
او یک زن ترنس است، در سال ۲۰۲۰ آشکار کرد که یک زن ترنس است.